# Szarvasi Vízi Színház
A Szarvasi Vízi Színház Szarvason működő befogadó szabadtéri színház, mely egy vízre épített színpadból és egy görög mintára épített nézőtérből áll.

## Története

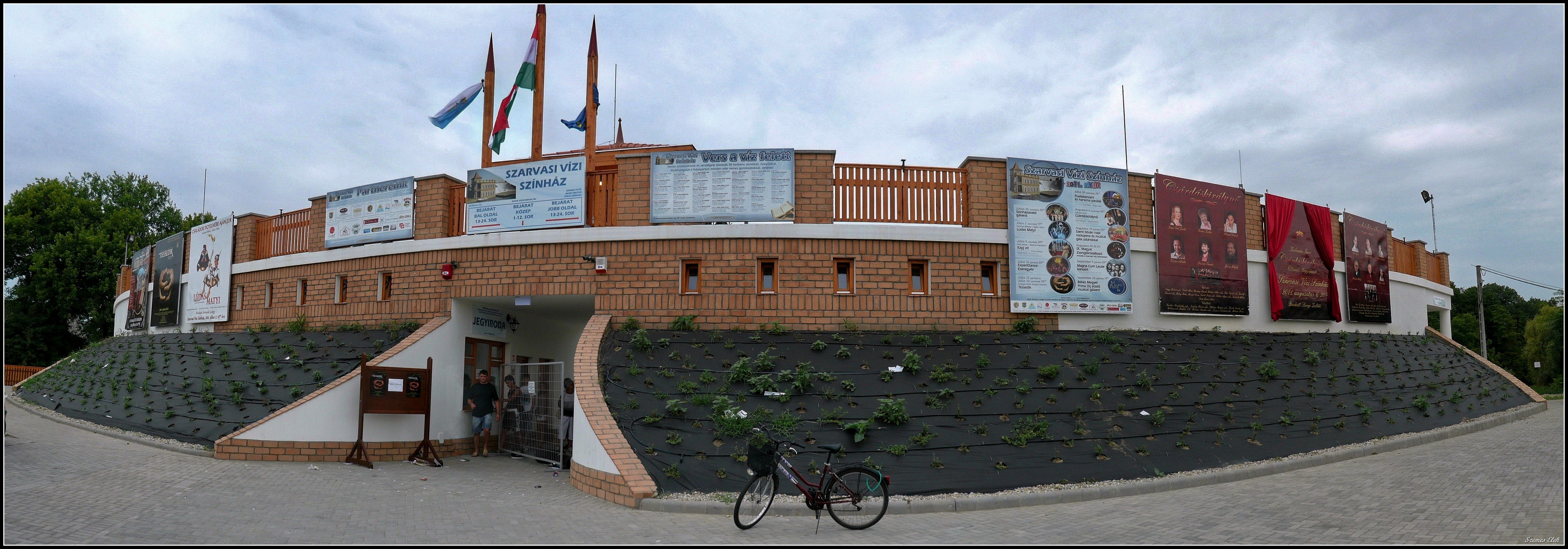
A színház bejárata

A helyi városvezetés ötlete alapján épült meg 2011-ben a finoman stilizált várkastély és egy amfiteátrum szelíd ötvözetét idéző nyári játszóhely, mely eredetileg nem sok támogatót vonzott. Később azonban bebizonyosodott, hogy nagyszerű fejlesztés volt ez a városnak, hiszen a régió legnagyobb és leghosszabban nyitva tartó szabadtéri színháza jött létre. Eredetileg a Békéscsabai Jókai Színház volt a fenntartója, de az évek folyamán megfordult a színpadon a Győri Balett, a Szegedi Nemzeti Színház vagy a Turay Ida Színház társulata is. Emellett egyéni fellépők is szerepeltek a színházban.

## Épülete
A színházépület egy gótikus kastélyt idéz, modern megjelenésben. Fő elemei a két torony – egyik a színház kiszolgáló épülete, másik étterem és kávézó –, illetve az ezek között álló amfiteátrum, azaz a nézőtér. Ez közel ezer fő befogadására képes, míg hatalmas színpada kényelmes mozgást biztosít bármilyen társulatnak.

## Kapcsolódó lapok
- Békéscsabai Jókai Színház
- Magyarországi színházak listája